# Bengt Lambe
Bengt Rune Lambe, född den 6 september 1931 i Stockholm, död den 2 december 2023 i Uppsala, var en svensk jurist.
Lambe avlade juris kandidatexamen vid Uppsala universitet 1954. Efter tingstjänstgöring 1955–1958 blev han fiskal i Svea hovrätt 1959, föredragande i Justitiekanslersämbetet 1965, assessor i Svea hovrätt 1966, revisionssekreterare 1970, hovrättsråd i Hovrätten för Nedre Norrland 1974, byråchef i Justitiekanslersämbetet 1975 och departementsråd i Justitiedepartementet 1977. Lambe var lagman i Uppsala tingsrätt 1980–1989 och justitieråd i Högsta domstolen 1989–1998. Han var ordförande i Ansvarsnämnden för biskopar 1989–1999.